# Vöröshasú huszárteknős
A vöröshasú huszárteknős (Emydura subglobosa) a hüllők (Reptilia) osztályának a teknősök (Testudines) rendjéhez, ezen belül a kígyónyakúteknős-félék (Chelidae) családjának, Emydura neméhez tartozó faj.

## Előfordulása
A világ második legnagyobb szigetén, Új-Guineán, az Indonéziához tartozó tartomány, Pápua (Irian Jaya), valamint a szomszédos Pápua Új-Guinea déli partvonala mentén húzódó területeken, valamint Ausztrália északkeleti csücskén, a York-félszigeten honos. Folyók és csendes folyású vizek lakója.

## Megjelenése
A hímek páncéljának hossza 16 centiméter, a nőstényeké 20 centiméter. Lapos hátpáncélja lehet szürke, sötétzöld, sötétbarna vagy fekete. Hasa a fiataloknál vörös, majd az idő előrehaladtával narancssárgává és fehérré fakul. Feje sötétszürke vagy fekete, melyen kétoldalt, a halánték és a szemek mögül az orrcsúcsig széles sárga sáv húzódik, az alsó állkapcsokon pedig patkó alakú piros minta látható. Az ujjai között jól fejlett úszóhártya található, amely az életmódjára is utal.

## Életmódja
Tápláléka halakból, rovarokból és lárváikból, valamint puhatestűekből és vízinövényekből áll.

## Szaporodása
A nőstény évente 3-5 alkalommal tojik, ahol a tojások száma fészkenként 7-14 lehet.

## Külső hivatkozások
- Teknősfórum.com
- Australian Freshwater Turtles Forum Archiválva 2013. augusztus 21-i dátummal a Wayback Machine-ben
- Tortoise.org
- Képek az interneten a fajról